# Campionato italiano di hockey su ghiaccio 1978-1979
Il Campionato italiano di hockey su ghiaccio 1978-79 è stata la 45ª edizione della manifestazione.

## Serie A

### Formazioni
Le squadre iscritte sono ancora nove ma, rispetto alla stagione precedente, l'HC Merano sostituisce l'SV Renon. Le altre formazioni iscritte sono: Asiago Hockey, Diavoli Milano, SG Cortina, HC Gardena, HC Bolzano, Alleghe Hockey, HC Brunico ed HC Valpellice.

### Formula
La formula del torneo ricalca quella della stagione precedente: viene disputato un unico girone all'italiana (con due andate e due ritorni) al termine del quale la prima classificata viene proclamata campione d'Italia.

### Classifica
L'Hockey Club Bolzano vince il suo quinto scudetto.

Formazione Campione d'Italia: Enrico Bacher – Rolando Benvenuti – Hubert Gasser – Norbert Gasser – Manfred Gatscher – Rudi Hiti – Bernhard Mair – Michael Mair – Lodovico Migliore – Gino Pasqualotto – Jaroslav Pavlů – Martin Pavlu – Raimondo Refatti – Klaus Runer – Luciano Sbironi – Herbert Strohmair – Giorgio Tigliani – Urban Tutzer.

Allenatore: Gösta Johansson.